# بيتر وول (عسكري)
بيتر وول (بالإنجليزية: Peter Wall) هو مهندس بريطاني، ولد في 10 يوليو 1955 في إبسوتش في المملكة المتحدة.